# Camelomantis moultoni
Camelomantis moultoni är en bönsyrseart som beskrevs av Giglio-tos 1917. Camelomantis moultoni ingår i släktet Camelomantis och familjen Mantidae. Inga underarter finns listade i Catalogue of Life.